# Dinaphorura laterospina
Dinaphorura laterospina är en urinsektsart som beskrevs av John Tenison Salmon 1941. Dinaphorura laterospina ingår i släktet Dinaphorura och familjen Tullbergiidae. Inga underarter finns listade i Catalogue of Life.